# Kenneth To
Kenneth To (ur. 7 lipca 1992 w Hongkongu, zm. 18 marca 2019 na Florydzie) – australijski pływak, specjalizujący się  w stylu dowolnym, motylkowym, zmiennym i grzbietowym.
Wicemistrz świata na krótkim basenie ze Stambułu (2012) na 100 m stylem zmiennym oraz brązowy medalista w sztafetach 4 × 100 m stylem zmiennym i dowolnym. Pięciokrotny medalista igrzysk olimpijskich młodzieży (2010). Zwycięzca Pucharu Świata 2012.